# Luke Williams
Brian Wickens (Wellington, 8 gennaio 1947) è un ex wrestler neozelandese, meglio conosciuto con il ring name Luke Williams, insieme a Butch Miller ha formato i Bushwhackers, tag team attivo nella World Wrestling Federation degli anni ottanta e novanta.

## Carriera

### Inizi (1962–1974)
Nel 1962 Luke Williams cominciò la propria carriera nel wrestling nella NWA New Zealand (successivamente conosciuta come All-Star Pro Wrestling) insieme all'amico e partner di tag team Butch Miller, dove i due riscossero un grande successo a livello locale. Dopo avere lavorato in Australia e oriente (Singapore, Malesia e Giappone), nel 1972 il duo si spostò in Nord America e Canada (Quebec, Ontario e Vermont) lottando nella Grand Prix, una compagnia di proprietà dei Vachon e di Edouard Carpentier. Luke e Butch lavorarono in Canada nella Stampede Wrestling di Stu Hart lottando come The Kiwis (Butch era conosciuto come "Nick Carter" e Luke come "Sweet William"). La prima vittoria registrata di un titolo da parte dei Kiwis fu nel 1974, quando la coppia sconfisse Bob Pringle & Bill Cody conquistando lo Stampede International Tag Team Championship il 6 gennaio. I Kiwis persero le cinture in favore di Tokyo Joe & The Great Saki, riconquistandole poco tempo dopo. Furono poi Stan Kowalski & Dutch Savage a sconfiggerli privandoli delle cinture. Tornarono quindi in Nuova Zelanda alla fine del 1975 per la prima messa in onda del programma di wrestling On the Mat.

### The Sheepherders (1979-1981)
Tornando in Nord America alla fine del 1979, lottarono nella NWA Hawaii e successivamente si spostarono nell'Oregon nella Northwest Championship Wrestling di Don Owens, dove ebbero un lungo feud con Roddy Piper & Rick Martel. In questo periodo il tag team cambiò nome da The New Zealand Kiwis a The New Zealand Sheepherders.
La prossima tappa fu la NWA Crockett Promotions a Charlotte, Carolina del Nord, fucina di talenti dove avevano mosso i primi passi wrestler quali Piper, Ric Flair, Ricky Steamboat, Jimmy Snuka, Ray Stevens, e molti altri. Gli Shepherders vinsero i titoli Mid-Atlantic Tag Team battendo Buzz Sawyer & Matt Borne. Successivamente persero le cinture contro Rocky Johnson & The Missing Link.
Gli Sheepherders all'epoca combattevano anche nella World Wrestling Council di Porto Rico con il nome di Los Pastores. Nel breve periodo passato nella WWC, sconfissero leggende locali quali Carlos Colón e Invader I conquistando il WWC North American Tag Team Championship, difendendolo per un mese e mezzo prima di perderlo in favore dei "Los Medicos". I Los Pastores riconquistarono le cinture il 22 maggio, cedendole poi a Jack & Jerry Brisco l'8 agosto 1981.

### The New Sheepherders (1981-1985)

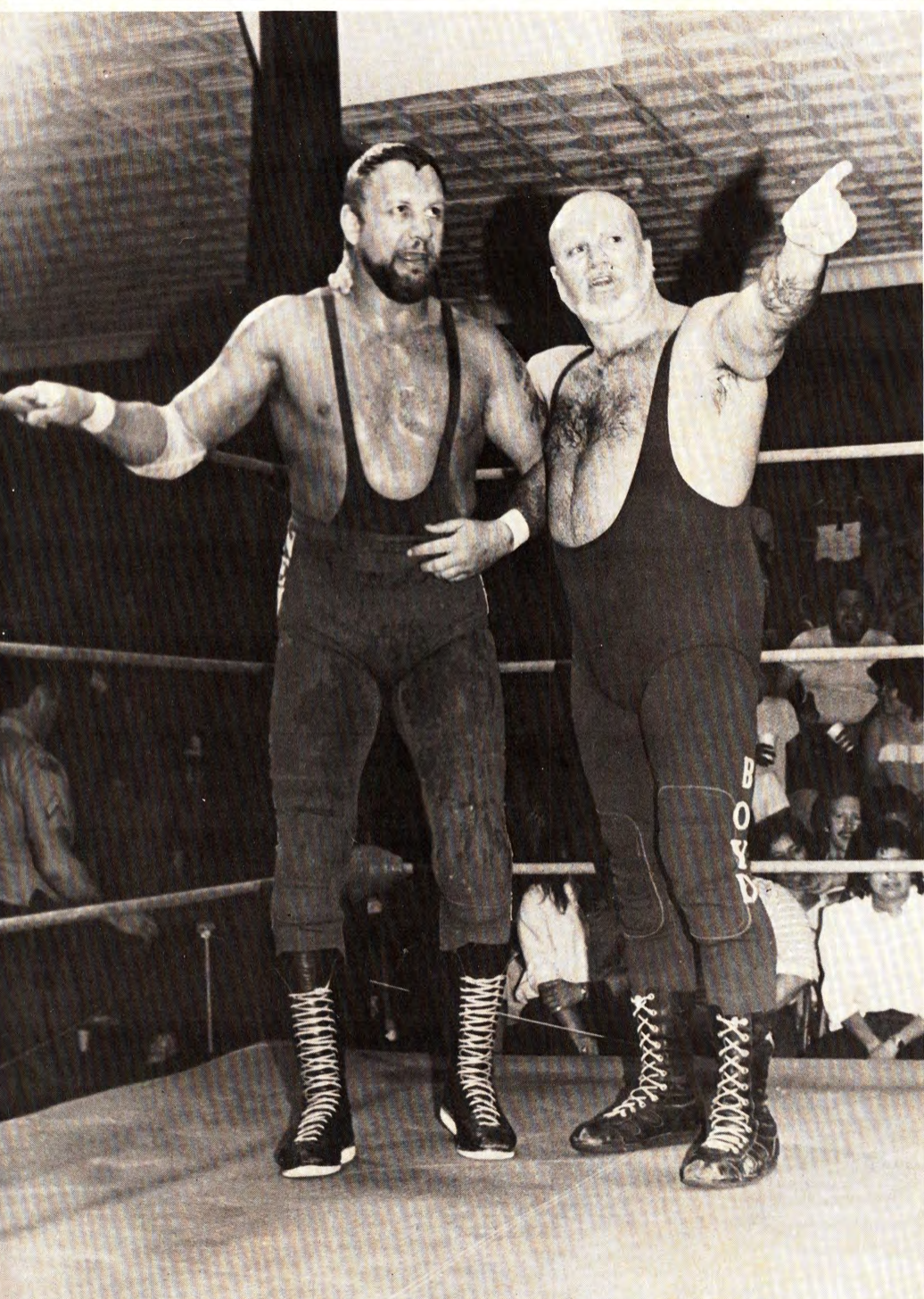
The New Sheepherders: Luke & "Lord" Jonathan Boyd (1983)

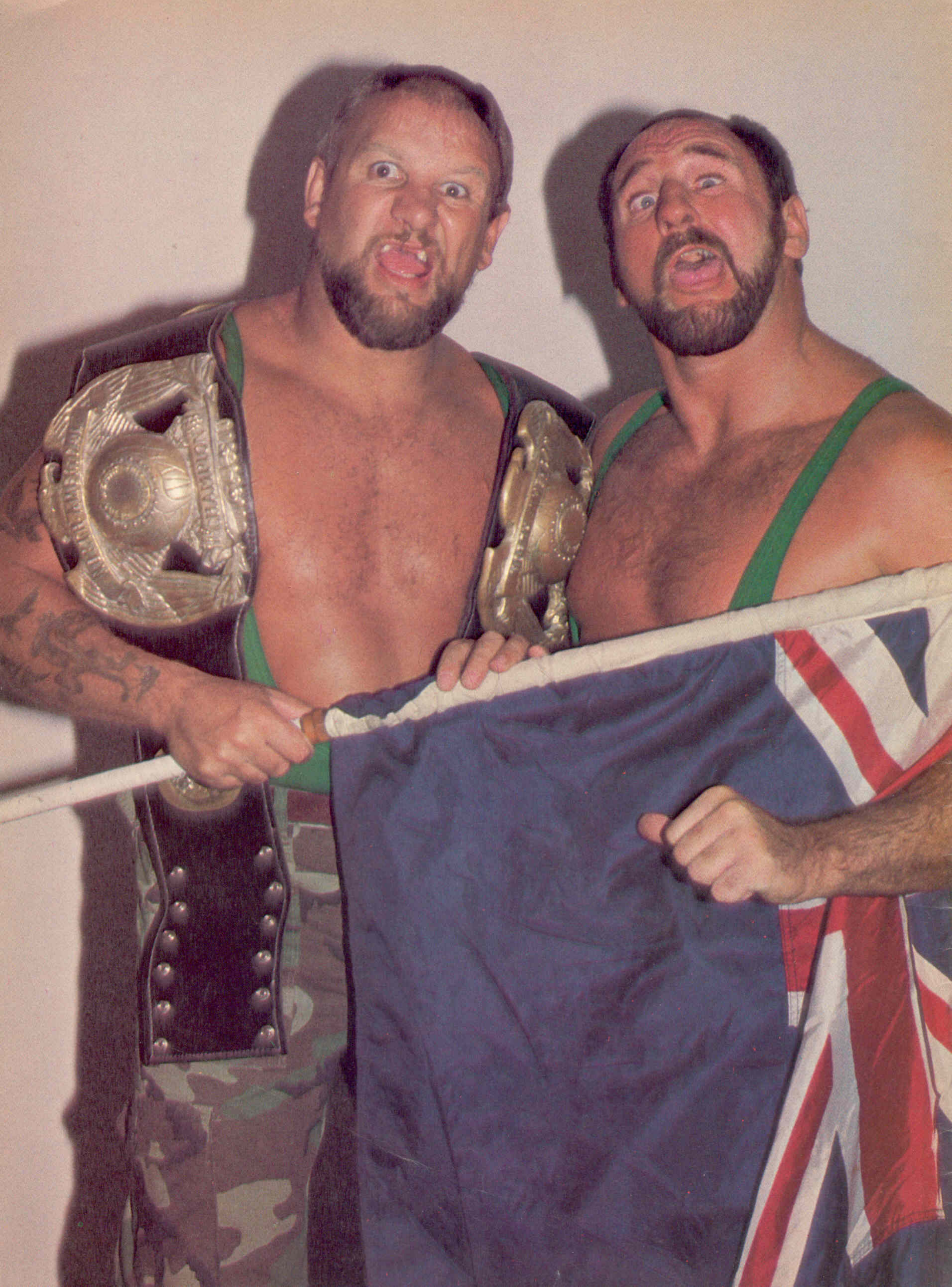
Butch & Luke con le cinture di campioni WWC North American Tag Team (1985)

Quando il team lasciò la WWC, Miller decise di voler stare più vicino alla sua famiglia e quindi di andare a combattere in Australia e Nuova Zelanda. Prima che Miller lasciasse, lui e Williams avevano reputazione di wrestler hardcore celebri per i loro sanguinosi e violenti match. Williams rimase negli Stati Uniti, determinato a mantenere vivo il nome The Sheepherders riformando la squadra con "Lord" Jonathan Boyd (ex dei Royal Kangaroos). Il duo composto da Williams e Boyd si guadagnò velocemente la reputazione di tag team violento e selvaggio, che spesso finiva per infortunare i propri avversari. Una delle prime persone a subire l'ira dei nuovi Sheepherders fu Robert Fuller nella South Eastern Championship Wrestling. Alla fine del 1981, Robert Fuller & Jos LeDuc si erano separati dopo che LeDuc aveva tradito Fuller durante un match. LeDuc portò dalla sua parte gli Sheepherders facendoli entrare nella stable "Commonwealth Connection" che era contrapposta a Fuller e a tutta la sua famiglia. Nel dicembre 1981, gli Sheepherders vinsero l'NWA Southeast Tag Team Championship, che era stato reso vacante dopo la divisione tra Fuller e LeDuc, e difesero il titolo contro Robert Fuller e vari partner, incluso suo fratello Ron Fuller, e suo cugino Jimmy Golden (successivamente noto come Bunkhouse Buck). Gli Sheepherders divennero uno dei tag team heel più odiati nella SECW quando aggredirono (infortunandolo) (kayfabe) il padre di Jimmy, Billy Golden. Il feud proseguì per mesi, con Robert Fuller che reclutava partner su partner nel futile tentativo di sconfiggerli. L'11 settembre 1982, gli Sheepherders furono finalmente sconfitti da Fuller e Golden, ponendo fine alla lunga rivalità.
Successivamente, Boyd & Williams apparvero nella Continental Wrestling Association di Jerry Jarrett e Jerry Lawler. Debuttando nell'ottobre 1982, la coppia si ritrovò coinvolta in breve tempo in un feud con Jacques Rougeau (che all'epoca lottava con il nome Jerry Roberts nella zona di Memphis) e Terry Taylor, scontrandosi settimanalmente con loro al Mid-South Coliseum. Taylor & Rougeau si rifecero successivamente sconfiggendo gli Sheepherders in un brutale "Coal Miner's Glove" match. Non paghi, i malconci Sheepherders tornarono a combattere sul ring quella sera stessa, sconfiggendo Jerry Lawler & Bill Dundee.
Il successivo feud di Boyd & Williams fu probabilmente il più memorabile del duo e sicuramente il più brutale e sanguinario; una lunga serie di confronti con The Fabulous Ones (Stan Lane & Steve Keirn). Il contrasto tra lo stile da "bravi ragazzi", tecnicamente pulito dei Fabulous Ones e lo stile rissoso e selvaggio degli Sheepherders li rese avversari perfetti gli uni per gli altri attirando grosse fette di pubblico dovunque si esibissero. All'inizio i confronti tra Fabulous Ones e Sheepherders furono in sostanziale pareggio, ma ben presto il livello di intensità salì e molti match terminarono senza un vincitore definito. Alla fine del 1982, gli Sheepherders vinsero l'AWA Southern Tag Team Championship sconfiggendo i Fabulous Ones, e tra la fine di dicembre e la metà del febbraio 1983, il titolo passò di mano quattro volte, con i Fabulous Ones rimasti alla fine campioni. Il 28 marzo 1983, gli Sheepherders lottarono nel loro ultimo match al Mid-South Coliseum prima di lasciare la CWA.
Boyd & Williams riapparvero nella Southwest Championship Wrestling qualche settimana dopo. I loro primi obiettivi furono i campioni SWCW Southwest Tag Team Championship "The Grapplers" (Len Denton & Tony Anthony). Nel maggio 1983, gli Sheepherders catturarono i titoli di coppia corrompendo il manager degli avversari, Don Carson, che interferì nel match regalando la vittoria a Boyd & Williams. Il loro regno da campioni durò poco; in giugno, Jonathan Boyd si ruppe una gamba in un incidente d'auto, costringendo la SWCW a nominare Bobby Jaggers suo sostituto. Quando Williams & Jaggers persero un match non titolato contro Bob Sweetan & Sweet Brown Sugar, Williams tradì Jaggers e le cinture furono dichiarate vacanti. Mentre Boyd era fuori per infortunio, Williams si riunì con il suo vecchio partner di un tempo Butch Miller, appena tornato dall'Australia.
Williams & Miller rimasero nella SWCW per tutto il resto del 1983, e nel 1984, quando il team si trovò ancora una volta faccia a faccia con i Fabulous Ones; la posta in palio era questa volta il SWCW World Tag Team Championship. I Fabulous Ones avevano presumibilmente vinto le cinture in Australia, anche se molti ipotizzarono che il torneo per l'assegnazione dei titoli non ebbe mai luogo e che fu un'invenzione della SWCW. Comunque, gli Sheepherders detronizzarono i campioni il 4 marzo, mantenendo le cinture fino al ritiro ufficiale del titolo da parte della SWCW nel settembre 1984. In seguito Miller & Williams tornarono a Porto Rico a combattere nella WWC, questa volta come "The Sheepherders" (Los Pastores). Il 6 gennaio 1985 sconfissero Invader I & Invader III vincendo il WWC North American Tag Team Championship.

### UWF, NWA Florida,  Jim Crockett Promotions (1986-1988)
Quando Williams e Miller tornarono negli Stati Uniti da Porto Rico accasandosi alla UWF di Bill Watts, in poco tempo ricordarono a tutti chi fossero i "veri" Sheepherders sconfiggendo Ted DiBiase & "Dr. Death" Steve Williams per il titolo UWF Tag Team Championship il 16 marzo 1986, cedendolo in seguito agli arci-rivali The Fantastics il 30 marzo a Tulsa. Gli Sheepherders continuarono a lottare nella UWF per un altro paio di anni, trovando il tempo di partecipare alla prima edizione della Jim Crockett Memorial Tag Team Cup, nella quale sconfissero Hector & Chavo Guerrero nel primo round, e i The Rock 'n' Roll Express nel secondo round. Nel terzo round, trovarono come avversari i Fantastics e la contesa terminò con una doppia squalifica. I vincitori del match avrebbero dovuto sfidare i Road Warriors nel successivo round, risultati alla fine vincitori del torneo. Tornati nella UWF in occasione dell'evento "Mid South Superdome Show", gli Sheepherders affrontarono nuovamente i Fantastics; questa volta Williams & Miller persero un "New Zealand Boot Camp" contro di loro. Durante il periodo passato in UWF, gli Sheepherders ebbero ben 37 Barbed-Wire Cage Match con i The Fantastics.
Tornati a Porto Rico nell'estate 1986, il 3 agosto batterono i Rock'N'Roll RPMs (Mike Davis & Tommy Lane) vincendo il titolo WWC World Tag Team Championship. Difesero le cinture per un mese e mezzo circa prima di cederle ai RPMs il 21 settembre. Quando questo breve stint nella WWC ebbe fine, Williams & Miller andarono in Florida a lavorare per la Championship Wrestling from Florida. Qui, gli Sheepherders ritrovarono i vecchi rivali Fabulous Ones, rinfocolando il loro violento feud. Il 7 ottobre, gli Sheepherders misero fine al primo regno da campioni NWA Florida United States Tag Team dei Fabulous Ones, impegnandoli poi in vari rematch fino a quando alla fine Lane & Keirn ebbero la meglio il 30 novembre riconquistando le cinture.
Successivamente, gli Sheepherders tornarono nella CWA di Memphis. Il 10 gennaio, sconfissero Badd Company (Pat Tanaka & Paul Diamond) vincendo i titoli CWA/AWA International Tag Team Championship, ma li cedettero quasi subito ai Badd Company. Dopo il veloce feud con i Badd Company, gli Sheepherders ebbero un'altra ennesima rivalità con i Fabulous Ones.
Dopo Memphis, gli Sheepherders furono invitati dalla New Japan Pro-Wrestling a partecipare all'evento "IWGP Tag Team Title League 1987". Dopo la parentesi in Giappone, decisero di fare ritorno a Porto Rico e alla WWC. Qui ebbero un sanguinoso feud con Chris & Mark Youngblood, che riscosse ampio successo di pubblico. Il 4 aprile Williams & Miller vinsero il WWC World Tag Team Championship.
Il 26 giugno 1987, si aggiudicarono anche il titolo NWA Florida Tag Team sconfiggendo Mike Graham & Steve Keirn.
Dopo la perdita delle cinture NWA Florida, Williams & Miller tornarono nella UWF dove iniziarono un secondo regno come campioni UWF World Tag Team battendo i Lightning Express (Brad Armstrong & Tim Horner) il 16 ottobre. Gli Sheepherders rimasero campioni fino a quando la UWF venne acquisita da Jim Crockett ed annessa alla Jim Crockett Promotions(JCP), per dare vita alla WCW. Quindi, gli Sheepherders si trovarono a lavorare per la JCP, partecipando alla terza edizione della Jim Crockett, Sr. Memorial Tag Team Tournament Cup. Nel torneo, sconfissero The Cruel Connection (#1 (Gary Royal) & #2 (George South)) nel primo round, e poi Tim Horner & Brad Armstrong al secondo round. La sconfitta arrivò per mano dei The Midnight Express (Bobby Eaton & Stan Lane). A Clash of the Champions II, lottarono contro i campioni NWA United States Tag Team, The Fantastics, perdendo il match. A Clash of the Champions III, persero contro Steve Williams & Nikita Koloff, nonostante le interferenze a loro favore di Rip Morgan. Poco tempo dopo, Luke Williams & Butch Miller firmarono un contratto con la World Wrestling Federation di Vince McMahon.

### World Wrestling Federation: The Bushwhackers (1989-1996)
Williams e Miller debuttarono in WWF nel periodo della massima espansione della federazione a livello mondiale, traendo beneficio dalla grande visibilità garantita loro dalla compagnia. Il nome del tag team venne cambiato in The Bushwhackers, e i due adottarono uno stile di lotta meno violento infarcito di siparietti comici che riscossero subito grande successo presso i fan della WWF. Per venire incontro ai vertici della federazione, che prevedevano un intrattenimento per famiglie non troppo violento, la coppia subì una metamorfosi radicale abbandonando del tutto i match hardcore e l'atteggiamento da heel. I due spesso si leccavano l'un l'altro (e leccavano anche i fan, e persino gli avversari in qualche caso), salivano sul ring con esagerati movimenti delle braccia, e si esprimevano con toni gutturali, urli, e grugniti vari. I Bushwhackers debuttarono ufficialmente sul ring in WWF il 3 febbraio 1989 durante una puntata registrata di WWF Superstars of Wrestling.
Solamente pochi giorni dopo il loro arrivo in WWF, i Bushwhackers ebbero il loro primo match contro un tag team che avrebbero poi incontrato numerose volte nel seguente anno e mezzo, i The Bolsheviks (Boris Zhukov & Nikolai Volkoff). In febbraio iniziarono un feud con The Fabulous Rougeau Brothers, prima faida di una certa importanza alla quale presero parte nella federazione. Le due coppie si sarebbero confrontate anche a WrestleMania V dove i Bushwhackers uscirono vittoriosi. L'incontro a WrestleMania non sancì comunque la fine del feud e i due team si incontrarono ancora a Saturday Night's Main Event, dove furono ancora i Bushwhackers a prevalere. Altri scontri si ebbero a Survivor Series 1989 e alla Royal Rumble 1990. In entrambi i casi, anche questa volta vinsero i Bushwhackers.
Durante questo periodo i Bushwhackers iniziarono ad essere impiegati in segmenti comici che, abitualmente, coinvolgevano l'annunciatore "Mean" Gene Okerlund, disgustato e scioccato dalle rozze e selvagge abitudini di Butch & Luke (come mangiare pesce crudo in diretta, ecc.). Spesso queste scenette facevano da "collante" tra un match e l'altro.
Molto in fretta, i Bushwhackers divennero una delle coppie "face" più celebri della federazione, ma non si discostarono mai dalla status di mid-carder e non furono mai presi in considerazione come seri pretendenti a titoli importanti. Nel 1990 ebbero un feud con i Rhythm and Blues (The Honky Tonk Man & Greg Valentine). A WrestleMania VI, Butch e Luke attaccarono a sorpresa Honky Tonk Man e Valentine fracassando le loro chitarre tra le grida di approvazione del pubblico. Successivamente la coppia venne usata specialmente per mettere in luce tag team emergenti composti da personaggi heel come gli Orient Express (Pat Tanaka & Akio Sato), contro i quali perdevano regolarmente. Il feud con gli Orient Express culminò al ppv Survivor Series 1990 dove Williams & Miller fecero squadra con Nikolai Volkoff e Tito Santana per formare il team "The Alliance" e scontrarsi con Sgt. Slaughter, Boris Zhukov e Orient Express ("The Mercenaries"). I Bushwhackers eliminarono gli Orient Express prima di essere eliminati a loro volta.
Alla Royal Rumble 1991, Luke Williams resistette sul ring per soli 4 secondi stabilendo un record negativo. Salito sul ring, venne immediatamente gettato fuori da Earthquake, e senza fare una piega se ne tornò nel backstage continuando a camminare con la sua caratteristica andatura a braccia alzate. Successivamente, i Bushwhackers sfidarono senza successo i Nasty Boys, all'epoca campioni WWF World Tag Team in carica. Nel corso di un 6 man tag-team match che vedeva i Bushwhackers e Tugboat contro Earthquake e Nasty Boys, Tugboat tradì i compagni effettuando un turn heel dopo pochi minuti dall'inizio del match unendosi a Earthquake nel picchiare Butch & Luke. Dopo il tradimento, Tugboat cambiò nome in Typhoon e formò i "Natural Disasters" insieme a Earthquake e con manager Jimmy Hart. I Bushwhackers si scontrarono con i Natural Disasters ma furono sconfitti in poco tempo a SummerSlam 1991 venendo letteralmente spazzati via dai due pesi massimi. Dopo aver distrutto i Bushwhackers, i Disasters presero di mira André the Giant che era a bordo ring in stampelle e stava riprendendosi da un infortunio provocatogli da Earthquake poco tempo prima. L'aggressione venne fermata dai Legion of Doom.
Williams & Miller iniziarono poi un nuovo feud con i Beverly Brothers (Blake & Beau). I due team si scontrarono a Survivor Series 1991, dove prevalsero i Beverly Brothers. Il manager dei Beverly, The Genius, continuava ad interferire nei match e allora i Bushwhackers si procurarono un loro proprio manager a modo loro, e trovarono il nerd "Jamison". Nonostante l'aggiunta di Jamison, i Beverly Brothers sconfissero i Bushwhackers al ppv Royal Rumble 1992. I Bushwhackers si presero una parziale rivincita sconfiggendo i Beverly nel corso di un "dark match" a WrestleMania VIII.
Nel 1993, i Bushwhackers furono utilizzati per "lanciare" i debuttanti The Headshrinkers (Fatu & Samu) e fecero qualche apparizione in scenette comiche che coinvolsero il wrestler midget "Tiger Jackson" (successivamente "Dink The Clown") in match contro i Beverly Brothers e "Little" Louie (altro midget).
In agosto, i Bushwhackers apparvero a Porto Rico nel corso dell'evento WWC 20th Anniversary dove sconfissero Mr. Hughes & The Warlord. Quando il team tornò negli Stati Uniti, Williams & Miller aiutarono Doink the Clown durante la sua rivalità con Bam Bam Bigelow. Parteciparono alle Survivor Series 1993 truccati come Doink, ed insieme a lui, e ai Men on a Mission, sconfissero Bigelow, Bastion Booger e The Headshrinkers in un match farsa più improntato alla comicità che al wrestling vero e proprio. Nel 1994, i Bushwhackers iniziarono una nuova rivalità con gli Heavenly Bodies (Tom Prichard & Jimmy Del Ray), perdendo contro di essi un dark match disputatosi a WrestleMania X.
Nel marzo 1996, i Bushwhackers tornarono in WWF dopo una pausa di 6 mesi per prendere parte al torneo che avrebbe assegnato i titoli di coppia vacanti. Butch & Luke furono sconfitti al primo round dai The Bodydonnas (Skip & Zip) che si sarebbero poi laureati campioni tag team. Al loro ritorno nella federazione, i Bushwhackers modificarono leggermente i loro personaggi; ora non venivano più accreditati come provenienti dalla Nuova Zelanda, ma bensì dall'Australia, e si presentavano sul ring con un canguro gigante come mascotte (in realtà un tizio mascherato da canguro). Il 14 settembre, i Bushwhackers fecero la loro ultima apparizione in WWF, venendo poco tempo dopo licenziati dalla federazione alla scadenza del loro contratto.

### Periodo post-WWF
Dopo l'uscita dalla WWF, il duo fece qualche apparizione nel circuito indipendente, incluso un ritorno nella WWC in occasione del 24th Anniversary Show, dove, presentati come Sheepherders, lottarono contro gli antichi rivali Invaders I & II. Inoltre presero parte a un evento speciale svoltosi ad Amarillo in Texas per celebrare "i 50 anni di carriera di Terry Funk" dove persero un match contro Mark & Chris Youngblood. Nel 1998, lottarono in un paio di occasioni nella ECW come Luke & Butch Dudley, tag team alleato dei Dudley Boyz.
Nel 1999, i Bushwhackers parteciparono al ppv "wrestling nostalgia" Heroes of Wrestling, dove Williams e Miller sconfissero The Iron Sheik e Nikolai Volkoff.
Luke Williams & Butch Miller fecero una delle loro ultime apparizioni sul ring il 1º aprile 2001 quando presero parte alla "Gimmick Battle Royal" di WrestleMania X-Seven. Il 15 giugno si recarono a Memphis per l'ultima volta, combattendo contro i Moondogs un match terminato in doppia squalifica all'evento Mid-South Clash of the Legends.
Nel 2001 Butch Miller si ritirò dal ring per motivi di salute e tornò a vivere in Nuova Zelanda. Luke Williams continuò a lavorare dietro le quinte nell'ambiente del wrestling a Porto Rico. Nel 2008 Williams tornò sporadicamente a combattere sul ring in alcune federazioni del circuito indipendente.

## Personaggio
Mosse finali
- Battering ram[47] (con Butch Miller)
- Double gutbuster[47] (con Butch Miller)

Manager
- Jonathan Boyd
- Billy Golden
- Ox Baker
- Lady Maxine
- Don Carson
- Jamison (John DiGiacamo)
- André the Giant

## Titoli e riconoscimenti
- Allied Powers Wrestling Federation
  - APWL Tag Team Championship (1)
- Can-Am Wrestling
  - Can-Am Tag Team Championship (1)
- Championship Wrestling from Florida
  - NWA Florida Tag Team Championship (1)
  - NWA United States Tag Team Championship (Florida version) (1)
- Continental Wrestling Association
  - AWA Southern Tag Team Championship (2)
- International All-Star Wrestling
  - International All-Star Wrestling Tag Team Championship (1)
- International Wrestling Association
  - IWA Tag Team Championship (1)
- Mid-Atlantic Championship Wrestling
  - NWA Mid-Atlantic Tag Team Championship (1)
- NWA All-Star Wrestling
  - NWA Canadian Tag Team Championship (Vancouver version) (1)
- Pacific Northwest Wrestling
  - NWA Pacific Northwest Tag Team Championship (3)
- Pro Wrestling Illustrated
  - 71º tra i 500 migliori tag team nella PWI 500
- Southeastern Championship Wrestling
  - NWA Southeastern Tag Team Championship (1)
- Stampede Wrestling
  - Stampede International Tag Team Championship (2)
- Southwest Championship Wrestling
  - SWCW World Tag Team Championship (1)
  - SWCW Southwest Tag Team Championship (1)
- Ultimate Championship Wrestling
  - UCW Tag Team Championship (1)
- Universal Wrestling Federation
  - UWF World Tag Team Championship (2)
- WWE
  - WWE Hall of Fame (Classe 2015)